# Anastrepha schausi
Anastrepha schausi är en tvåvingeart som beskrevs av Aldrich 1925. Anastrepha schausi ingår i släktet Anastrepha och familjen borrflugor.
Artens utbredningsområde är Costa Rica. Inga underarter finns listade i Catalogue of Life.